# Alvin rock 'n' roll (singolo)
Alvin rock 'n' roll è il sessantaquattresimo singolo della cantante italiana Cristina D'Avena, pubblicato nel 1990.

## Descrizione
Sul lato A è incisa "Alvin rock'n roll", sigla della serie animata omonima, scritta da Alessandra Valeri Manera su musica e arrangiamento di Carmelo Carucci. La base musicale fu utilizzata anche per la sigla spagnola "New Kids on the Block" (1992)
Sul lato B è incisa la versione strumentale della sigla.

## Edizioni
Il brano "Alvin rock'n roll" è stato inserito nella compilation Cristina D'Avena e i tuoi amici in TV 4.

## Tracce
Lato A
1. Alvin rock 'n' roll – 2:57 (Alessandra Valeri Manera-Carmelo Carucci)

Durata totale: 2:57
Lato B
1. Alvin rock 'n' roll (strumentale) – 2:57 (Alessandra Valeri Manera-Carmelo Carucci)

Durata totale: 2:57